# Pedro-ceroulo
Pedro-ceroulo (nome científico: Sturnella magna) é uma espécie de ave da família Icteridae. É encontrada em diversos países do continente americano.